# Djed-Pfeiler
Der Djed-Pfeiler ist ein Symbol aus der ägyptischen Hieroglyphenschrift und stellt dort ein Ideogramm für die Dauer und Beständigkeit dar.

## Das Symbol
Die Hieroglyphe war meistens im oberen Teil grün oder rot und sein Rumpf schwarz, weiß, gelb oder rot und gelegentlich auch grün.
Die genaue Bedeutung des Gegenstandes ist umstritten. Frühere Deutungen sahen darin eine Nachbildung eines entlaubten Baumes oder eines Pfahles, um den kreisförmig in mehreren Stufen Pflanzenbündel gebunden wurden.
Alan Gardiner beschrieb die Hieroglyphe als „column imitating a bundle of stalks tied together“, was grob übersetzt bedeutet: Ein Pfeiler, der einen zusammengebundenen Bündel (Pflanzen-)Stängel imitiert. Eine weitere Beschreibung von James P. Allen ist „reed columnn“ – Schilfrohr-Pfeiler. Der Ägyptologe Helck vermutet, dass es sich um eine Garbe handelt, an der die kurzgeschnittenen und auf mehreren Ebenen parallel angeordneten Ähren befestigt sind. Diese Hypothese passt jedoch nicht zur Farbgebung des Zeichens im Alten Reich.

## Bedeutung
Der Djed-Pfeiler stammt aus dem prähistorischen Ägypten. Dies ist belegt durch eine Darstellung in einem Grab in Helwan aus der archaischen Zeit. Als Zeichen für Dauer und Beständigkeit war er besonders als Amulett beliebt.

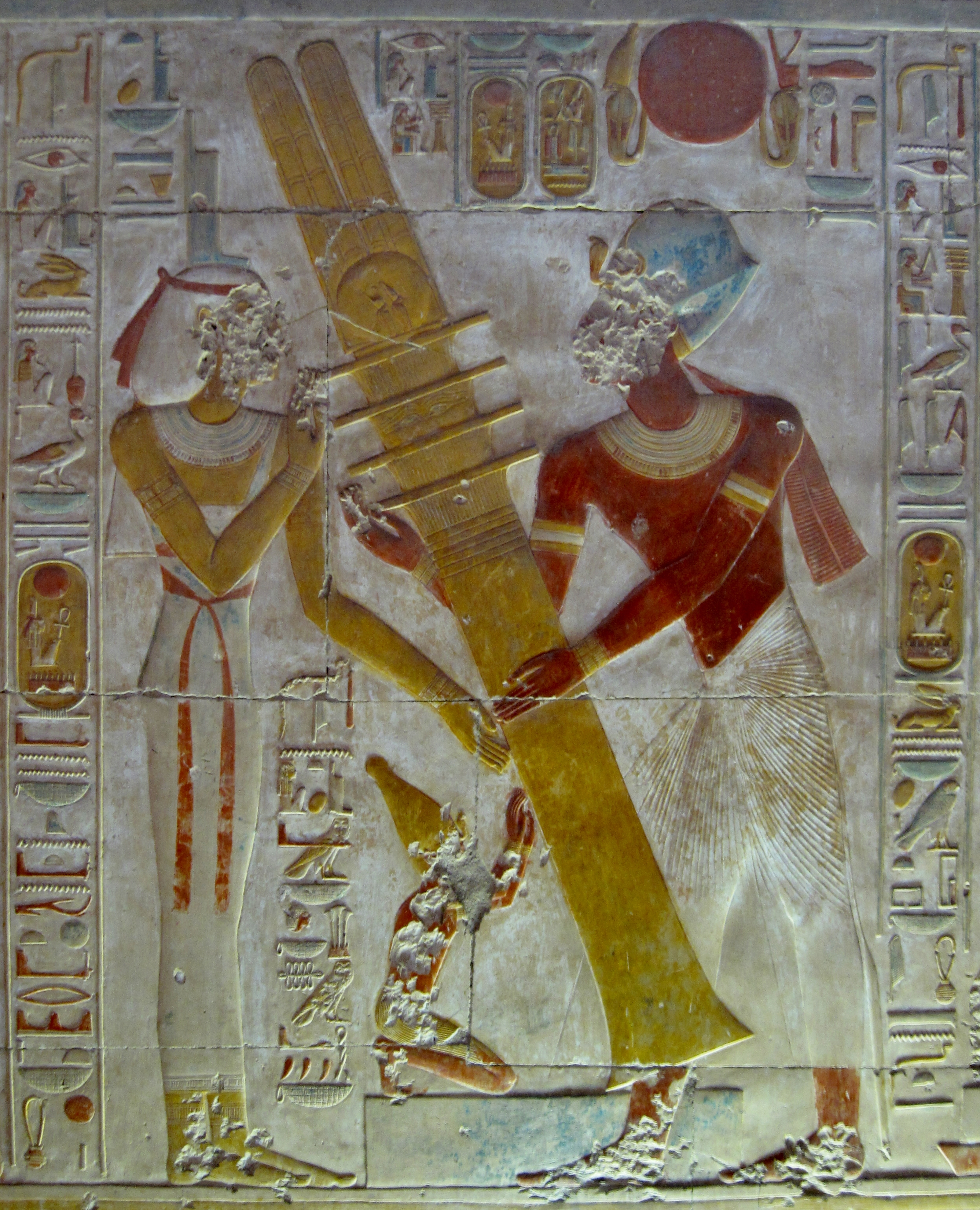
Aufrichtung des Djed-Pfeilers durch Sethos I. auf einem Relief in seinem Totentempel in Abydos

Im Alten Reich gab es Priester des „ehrwürdigem Djed“ und selbst der Hauptgott aus Memphis Ptah wurde als „ehrwürdiger Djed“ bezeichnet. So entwickelte sich in Memphis das Fest der „Aufrichtung des Djedpfeilers“ bzw. „Errichtung des Djed“. Mit der Hilfe der jeweiligen Priester vollzog der Pharao diese selbst mittels Stricken. Damit sollte eine lange Dauer des Königtums erreicht werden. Hierbei wurde die Auferstehung des Gottes Sokar gefeiert.
Durch eine enge Verbindung zwischen dem memphistischen Totengott Ptah und dem Fruchtbarkeitsgott Osiris wurde die Zeremonie in den Osiriskult aufgenommen. Hier wurde der Triumph von Osiris über seine Feinde gefeiert. Die Verbindung mit Osiris überdeckte allmählich die ursprüngliche Verbindung mit Ptah und Sokar, bis sie schließlich überwog.
Zu Beginn des Neuen Reiches wurde der Djed-Pfeiler als Wirbelsäule des Osiris umgedeutet. Seither weisen die Särge am Boden auf der Höhe der Wirbelsäule häufig dieses Symbol auf.